# Judith Simon

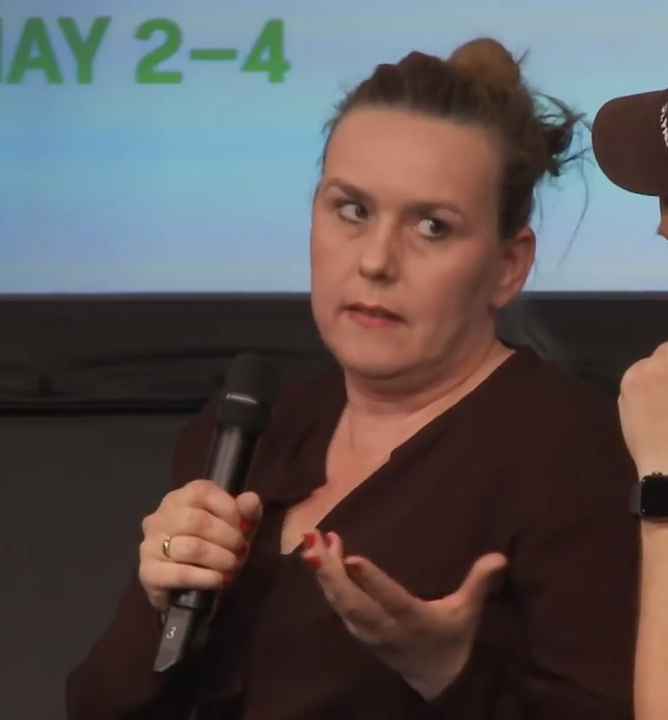
Judith Simon (2018)

Judith Simon (* 1977) ist eine deutsche Philosophin. Sie forscht über erkenntnistheoretische und ethische Fragen, die sich im Zusammenhang mit der Digitalisierung als gesellschaftlichem Phänomen stellen. Seit Februar 2017 ist sie Professorin für Ethik in der Informationstechnologie an der Universität Hamburg.

## Leben
Judith Simon schloss ihr Studium der Psychologie, das sie in Marburg begonnen hatte, im Jahr 2002 an der Freien Universität Berlin mit dem akademischen Grad des Masters ab und war danach zunächst selbstständig in der Softwareentwicklung im Bereich Usability tätig.
Von 2003 bis 2014 war sie als Wissenschaftliche Mitarbeiterin in verschiedenen Forschergruppen am Forschungszentrum Jülich, an der Universität Wien, am Karlsruher Institut für Technologie, am Institut Jean Nicod (École normale supérieure) in Paris sowie gastweise an der Stanford University sowie an den Universitäten Trento, Barcelona und Ljubljana tätig. Es folgte eine Dozentur an der Universität Kopenhagen und eine erneute Tätigkeit in Wien. Dort wurde sie 2010 auch in Philosophie promoviert.
Im Februar 2017 wurde Judith Simon auf den Lehrstuhl für Ethik in der Informationstechnologie am Fachbereich Informatik der Universität Hamburg berufen, wo sie am Forschungsschwerpunkt „Human-Centered Computing (HCC)“ mitwirkt. Es ist der erste Lehrstuhl für Ethik in der Informationstechnologie an einem deutschen Informatik-Institut. Sie sagt über sich selbst, ihr Forschungsansatz sei von epistemologischen, technischen, computerethischen und feministischen Ansätzen beeinflusst.
Seit Juli 2018 ist Judith Simon Mitglied der Datenethikkommission sowie des Deutschen Ethikrats.
Judith Simon ist Mitherausgeberin der Fachzeitschriften Philosophy & Technology und Big Data & Society. Sie ist beteiligt an der Open Library of Humanities und der Buchreihe Philosophy, Technology and Society im Verlag Rowman & Littlefield International.

## Auszeichnungen
- 2013: Herbert A. Simon Award, International Association of Computing and Philosophy (IACAP)[7]

## Schriften
- Knowing together. A social epistemology for socio-technical epistemic systems. Universität Wien. Fakultät für Philosophie und Bildungswissenschaft, Wien 2010, S. 448, urn:nbn:at:at-ubw:1-30403.66161.924263-6 (Dissertation, betreut von Markus Peschl und Elisabeth Nemeth).